# Dichopus
Dichopus is een monotypisch geslacht uit de orchideeënfamilie. Het bestaat uit één soort die wordt ingedeeld in de onderfamilie Epidendroideae. Het geslacht is afgesplitst van Dendrobium.
Dichopus insignis is een algemeen voorkomende epifytische orchidee van open plaatsen in warme, vochtige kustregenwouden en mangrovebossen uit Nieuw-Guinea, Queensland (Noord-Australië) en de omringende eilanden. De plant heeft verhoutte pseudobulben, is dicht bebladerd en draagt talrijke zijstandige trossen met één of twee efemere (eendaagse), felgekleurde, geel met roodgevlekte bloemen met een witte bloemlip.

## Naamgeving enetymologie
- Synoniem: Dendrobium Sw. sect. Dichopus

De botanische naam Dichopus is afgeleid van het Oudgriekse δίχα, dicha (dubbel) en πούς, pous (voet) en refereert aan het vlezige, wigvormige aanhangsel aan de basis van het gynostemium.

## Taxonomie
Dichopus is oorspronkelijk als geslacht beschreven door Blume en is vervolgens opgenomen als sectie Dichopus in het geslacht Dendrobium, maar wordt door Clements en Jones in 2002
 opnieuw als een apart geslacht beschowd.
Het geslacht telt in de meest recent geaccepteerde taxonomie één soort.

### Soortenlijst
- Dichopus insignis Blume (1856)